# سیارک ۳۸۰

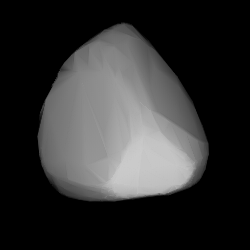
سیارک ۳۸۰

سیارک ۳۸۰ (به انگلیسی: 380 Fiducia، نامگذاری:1894AR) سیصد و هشتادمین سیارک کشف شده‌است که در ۸ ژانویه ۱۸۹۴ و در نیس کشف شد.
قدر مطلق سیارک برابر ۹٫۴۲ است.